# Svatopluk Olomoucký
Svatopluk (resp. Svatopluk Olomoucký, datum jeho narození neznámé, zemřel 21. září 1109) pocházel z olomoucké větve dynastie Přemyslovců, byl nejdříve knížetem olomouckého údělu v letech 1091–1107, v letech 1107–1109 pak českým knížetem.

## Život

### Původ
Svatopluk byl nejspíše prvorozeným synem olomouckého údělného knížete Oty Olomouckého a Eufemie Uherské z rodu Arpádovců a otcovým nástupcem – společně se svým bratrem Otou II. Svatoplukovým dědem byl kníže Břetislav I., strýcem král Vratislav II.

### Olomoucký údělník
Když v roce 1086 nebo 1087 Ota I. Olomoucký zemřel, jeho synové byli příliš mladí na převzetí údělu (Svatopluk se zřejmě narodil až v 80. letech 11. století). Král Vratislav v roce 1090 olomoucký úděl svěřil svému synovi Boleslavovi.
Eufemie Uherská se uchýlila k brněnskému údělníkovi, Otovu bratrovi Konrádovi. Konrád, který se snad pokusil hájit práva Otových synů, každopádně získal vládu nad celou Moravou. Vratislav se nakonec při obléhání Brna dostal do svízelné situace a jako svého nástupce uznal Konráda Brněnského. Někdy v této době (1091–1092) Eufemie začala spravovat Olomoucko. Po dosažení dospělosti, v roce 1095, převzal po své matce správu olomouckého údělu.

### Nároky na trůn
V roce 1103 se Svatopluk účastnil spolu s knížetem Bořivojem II. tažení na Polsko, kde proti sobě o trůn bojovali Boleslav III. Křivoústý a Zbyhněv. Bořivoj získal 1000 hřiven od Křivoústého, aby nepodnikal další útoky. O tuto sumu se ale kníže s bratrancem nerozdělil, kvůli čemuž později Svatopluk vystupoval proti Bořivojovi II.
O dva roky později, v roce 1105 uskutečnil po dohodě s Polskem a Uherskem vojenskou výpravu do Čech, která měla odstranit Bořivoje II. a umožnit Svatoplukovi stát se českým knížetem. Nepodařilo se mu ale proniknout do Prahy. V roce 1107 tedy poslal k nyní už nedůvěřivému Bořivoji II. svého vyslance, který tvrdil, že přeběhl od Svatopluka na stranu Bořivoje. Pomluvil u knížete jeho přední rádce a spojence, že se prý sami spolčují se Svatoplukem. Bořivoj rázem ztratil oporu své moci a byl nucen uprchnout do Německa. Svatopluk se stal českým knížetem.

### Český kníže
Poslechnout si článek · info

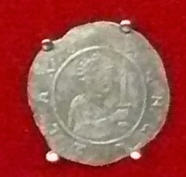
Svatoplukův denár

Brzy nato byl Svatopluk zajat králem Svaté říše římské Jindřichem V. Jindřich Svatopluka propustil až za slib obrovského výkupného (10 000 hřiven stříbra), které si Svatopluk obstaral mimo jiné i vyrabováním četných českých kostelů a klášterů.
S Jindřichem V. se ale posléze usmířil a podnikl s ním tažení do Uherska. Morava byla mezitím přepadena Poláky a Svatopluk byl nucen se z Uher navrátit a nepřítele zahnat zpět. Krátce potom vpadli na Moravu Uhři, kníže jim vytáhl vstříc, ale v noci si o větévku vypíchl oko. Rozhodl se také vyřešit delší dobu trvající mocenskou rivalitu mezi Přemyslovci a rodem Vršovců. V roce 1108 nechal Vršovce i s jejich příbuznými povraždit a zmocnil se jejich držav. Měl to být trest za zradu, které se tento rod dopustil v době Svatoplukova vojenského tažení do Uher. Vršovci, tou dobou pověření správou země, se k Uhrům přidali a svého vladaře zradili.
V únoru 1109 Svatopluk zaútočil na Nitru, vyraboval ji a odvezl si značnou kořist. Posledním Svatoplukovým krokem bylo odvetné tažení do Polska roku 1109, opět spolu s Jindřichem V. Na cestě nedaleko Hlohova byl přepaden jezdcem a zezadu probodnut kopím. Vrahem byl pravděpodobně Vršovec Jan, syn Čestův, který byl o rok později dopaden a odsouzen k uřezání nosu a vyloupnutí očí. Podle jiné verze měl být vrahem saský velmož Viprecht Grojčský, jenž byl švagrem Svatoplukem vypuzeného knížete Bořivoje II. Většina historiků se ale přiklání k tomu, že za atentátem stáli Vršovci. Ostatky knížete byly pravděpodobně pohřbeny v kladrubském klášteře.

## Potomci
S neznámou manželkou měl Svatopluk syna Václava Jindřicha (1107/8 – 1130), jemuž byl za kmotra Jindřich V.

## Genealogie
| Břetislav I. zm. 10. ledna 1055 | Břetislav I. zm. 10. ledna 1055 |                                       |                                       | Jitka ze Svinibrodu zm. 2. srpna 1058 | Jitka ze Svinibrodu zm. 2. srpna 1058 |  |  | Béla I. Uherský nar. okolo 1016 zm. 11. září 1063 | Béla I. Uherský nar. okolo 1016 zm. 11. září 1063 |                                   |                                   | Ryksa Polská nar. asi 1018 zm. po 1059 | Ryksa Polská nar. asi 1018 zm. po 1059 |
|                                 |                                 |                                       |                                       |                                       |                                       |  |  |                                                   |                                                   |                                   |                                   |                                        |                                        |
|                                 |                                 |                                       |                                       |                                       |                                       |  |  |                                                   |                                                   |                                   |                                   |                                        |                                        |
|                                 |                                 | Ota I. Olomoucký zm. 9. června 1086/7 | Ota I. Olomoucký zm. 9. června 1086/7 |                                       |                                       |  |  |                                                   |                                                   | Eufemie Uherská zm. 2. dubna 1111 | Eufemie Uherská zm. 2. dubna 1111 |                                        |                                        |
|                                 |                                 |                                       |                                       |                                       |                                       |  |  |                                                   |                                                   |                                   |                                   |                                        |                                        |
|                                 |                                 |                                       |                                       |                                       |                                       |  |  |                                                   |                                                   |                                   |                                   |                                        |                                        |
|                                 |                                 |                                       |                                       |                                       |                                       |  |  |                                                   |                                                   |                                   |                                   |                                        |                                        |

|  |                                                            | neznámá manželka OO ? | neznámá manželka OO ? | Svatopluk Olomoucký zm. 21. září 1109 | Svatopluk Olomoucký zm. 21. září 1109 |  |  |  |  |
|  |                                                            |                       |                       |                                       |                                       |  |  |  |  |
|  | Václav Jindřich Olomoucký nar. asi 1107 zm. 1. března 1130 |                       |                       |                                       |                                       |  |  |  |  |